# Pradelle (Drôme)
Pradelle település Franciaországban, Drôme megyében. Lakosainak száma 25 fő (2022. január 1.). Pradelle Rochefourchat, Aucelon, Brette, La Chaudière, Pennes-le-Sec, Rimon-et-Savel, Saint-Benoit-en-Diois és Saint-Nazaire-le-Désert községekkel határos.

## Népesség
A település népességének változása:
| Lakosok száma | 38   | 38   | 30   | 17   | 22   | 19   | 18   | 18   | 21   | 25   |
|               | 1968 | 1982 | 1990 | 2006 | 2013 | 2015 | 2017 | 2019 | 2020 | 2022 |